# Serazereux
Serazereux ist eine französische Gemeinde mit 538 Einwohnern (Stand: 1. Januar 2022) im Département Eure-et-Loir in der Region Centre-Val de Loire; sie gehört zum Arrondissement Dreux und zum Kanton Saint-Lubin-des-Joncherets.

## Geographie
Serazereux liegt etwa 20 Kilometer nordnordwestlich von Chartres. Umgeben wird Serazereux von den Nachbargemeinden Le Boullay-Thierry im Norden, Ormoy im Nordosten, Néron im Osten, Challet im Süden sowie Tremblay-les-Villages im Westen und Nordwesten.
Durch die Gemeinde führt die Route nationale 154.

## Bevölkerungsentwicklung
| Jahr                       | 1962 | 1968 | 1975 | 1982 | 1990 | 1999 | 2006 | 2013 | 2020 |
| Einwohner                  | 283  | 271  | 279  | 298  | 421  | 436  | 472  | 578  | 541  |
| Quellen: Cassini und INSEE |      |      |      |      |      |      |      |      |      |

## Sehenswürdigkeiten

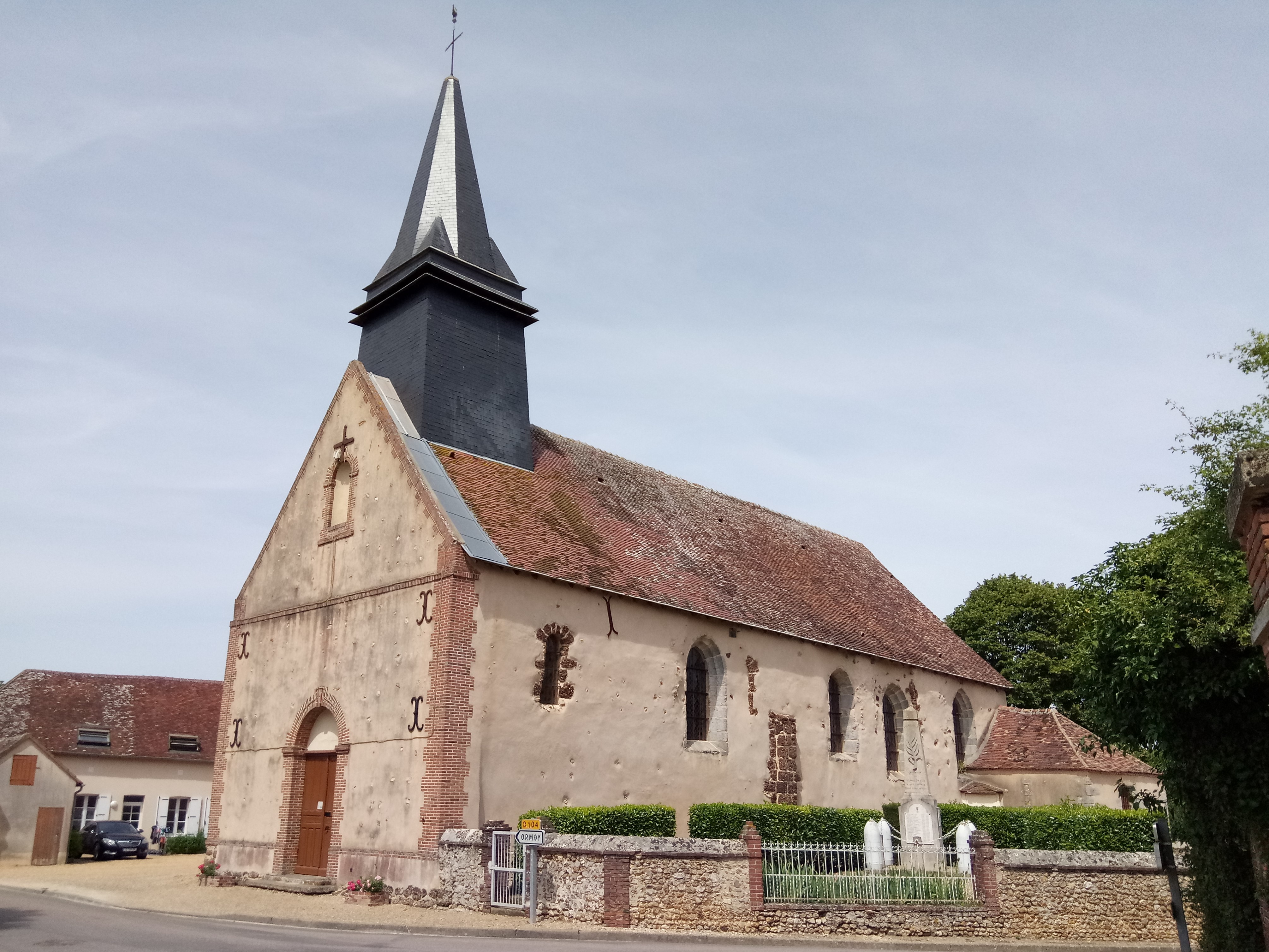
Kirche Saint-Denis

- Kirche Saint-Denis